# Achaguas
Achaguas es una ciudad del estado Apure en Venezuela. Es la capital del municipio homónimo a 80 km de San Fernando de Apure, la capital del estado. Según censo del INE en 2018, la parroquia urbana de Achaguas contaba con una población de 42 983 habitantes.

## Toponimia
El nombre Achaguas proviene de la tribu local de los indígenas Achaguas.

## Historia
Achaguas fue fundada en 1774 como «Santa Bárbara de la Isla de los Achaguas», por Fray Alonso de Castro.
Desde 1835, la milagrosa figura del Nazareno de Achaguas es venerada por los católicos de la ciudad. Esta figura fue otorgada por el General José Antonio Páez a la población luego de la victoria obtenida tras vencer a los españoles realistas durante la lucha por independencia de Venezuela, que sería completamente emancipada en la batalla de Carabobo. 

## Cultura y tradiciones
En Achaguas las actividades culturales son variadas. En épocas como Semana Santa los niños de las localidades acostumbran a realizar juegos como el trompo, las canicas, entre otros. Además de esto, el deporte principal que se practica es el coleo, el cual es considerado por muchos junto con el béisbol, como el deporte nacional de Venezuela.
Todos los miércoles Santos se venera al Nazareno de Achaguas, el pueblo de Achaguas se congrega en la iglesia, y para pedir favores y pagar promesas. La figura del Nazareno es sacada de la iglesia a las 5 de la tarde y llevada por los creyentes en procesión hasta la medianoche.

## Personas destacadas
- José Ángel Montenegro, conocido como el maestro de maestros o el ilustre. Nacido en Achaguas el 1 de enero de 1900 y su trágica muerte en Maracay arrollado por un vehículo en 1973.

- Fernando Calzadilla Valdés, médico, ganadero, cónsul de Venezuela en Cúcuta (Colombia) y Amberes (Bélgica), columnista en El Universal y autor del famoso libro Por los Llanos de Apure. Nació en Achaguas en 1862 y murió en Caracas en 1954.

- Julio César Sánchez Olivo  —Cronista—[6]

- Irene Morales Machado Miss Venezuela 1963.

- Juan Pablo Duarte y Díez el Fundador y Padre de la Patria de la República Dominicana vivió en Achaguas desde 1856 hasta el año 1862.